# Teololulco
Teololulco är en ort i Mexiko.   Den ligger i kommunen San Sebastián Tlacotepec och delstaten Puebla, i den sydöstra delen av landet, 270 km öster om huvudstaden Mexico City. Teololulco ligger 96 meter över havet och antalet invånare är 314.
Terrängen runt Teololulco är varierad. Runt Teololulco är det ganska tätbefolkat, med 56 invånare per kvadratkilometer. Närmaste större samhälle är Cosolapa, 19,6 km nordost om Teololulco. I omgivningarna runt Teololulco växer huvudsakligen savannskog.